# كولياش بيزيتوفا
كولياش بيزيتوفا (بالقازاقية: Күләш Жасынқызы Бәйсейітова)‏; (بالروسية: Куляш Жасымовна Байсеитова)‏ هي مغنية أوبرا كازاخية سوفيتية وُلدت في عام 1912 في ألماتي وتُوفيت في 6 يونيو 1957 في موسكو.
تُعتبر واحدة من أصل 13 شخص تلقى جائزة فنان الشعب في اتحاد الجمهوريات الاشتراكية السوفيتية عام 1936، وأيضًا أصغر شخص يتلقى هذه الجائزة.